# 東フロリダ

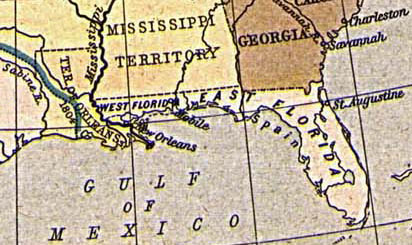
1810年のフロリダの地図

東フロリダ（East Florida）はもともとスペイン領フロリダの一部であった。七年戦争を終わらせたパリ条約 (1763年)の条項のもと、スペインはイギリスにミシシッピ川の東と南東のその領地のすべてを割譲した。
イギリスは領地を二つに分割し、東フロリダの首都をセントオーガスティン、西フロリダの首都をペンサコラとした。
両フロリダともアメリカ独立戦争の間は英国側に付いた。スペインはフランスの同盟として戦争に間接的に加わり、1781年にペンサコラをイギリスから奪い返した。戦後のパリ条約 (1783年)で、イギリスは両フロリダをスペインに割譲した。
スペインは土地を手に入れるための好条件を提供し、それは新たに作られた合衆国からの多くの入植者を惹き付けた。合衆国とスペインの間には領土の紛争がいくつかあり、時には軍事行動も引き起こした。アンドリュー・ジャクソン率いるアメリカ軍は第一次セミノール戦争中に東フロリダに侵略した。ジャクソンの軍は1818年4月7日にセントマークスを、同年5月24日にはペンサコラを占領した。ジェームズ・モンローの国務長官、ジョン・クインシー・アダムズは、この問題での合衆国の立場を定義した。アダムズはセミノールの支配に失敗したことでピンクニー条約を破ったスペインを非難した。支配を失う見通しに直面したスペインは、1819年のアダムズ＝オニス条約（1821年批准）でフロリダの領地すべてを正式に合衆国に割譲し、その交換として合衆国は、居住者の主張する合計500万ドルの補償金をスペイン政府に対して支払うことと、テキサスのサビン川以西の地域を放棄することとなった。